# Giorgio Lungarotti
Giorgio Lungarotti (Torgiano, 29 ottobre 1910 – Perugia, 16 aprile 1999) è stato un imprenditore italiano.

## Biografia
Imprenditore agricolo, viticoltore, Giorgio Lungarotti nasce a Torgiano, borgo medievale alle porte di Perugia circondato da vigneti e oliveti.
Proveniente da una famiglia di proprietari terrieri e agricoltori sin dal XVIII secolo, dopo la laurea in Agraria con specializzazione in Viticoltura all'Università di Perugia, affianca il padre nella gestione della tenuta di famiglia, sperimentando ed innovando a 360° in tutte le colture e le attività agricole come un vero agricoltore fa, al contrario di un "agrario" (dalla viticoltura alla frutticoltura, dall'olivicoltura alla tabacchicoltura, alla selvicoltura e all'allevamento di bestiame).
Alla fine degli anni Quaranta, gestisce il delicato passaggio dalla mezzadria alla conduzione diretta dell'azienda di famiglia, concentrandosi sulla viticoltura specializzata, di cui aveva già intuito l'importanza sin dalla sua tesi di laurea discussa nel 1936. Questa scelta lo porta a trasformare l'Azienda Agraria della sua famiglia nella Cantina Lungarotti S.p.A., oggi Società Agricola a.r.l, sin dall'inizio improntata “su metodi razionali e tecnologie enologiche aggiornate e consapevoli”. 
Sperimentatore ardito, accanto all'opera di recupero e valorizzazione dei vitigni autoctoni, procede alla selezione e all'adattamento di nuove varietà seguendo e per molti aspetti anticipando le più moderne tendenze dell'enologia.
Al 1962 risale la prima annata commercializzata di Rubesco, cui segue, nel 1964, la prima annata della sua versione riserva proveniente da Vigna Monticchio. Nel 1968 viene riconosciuta la DOC a Torgiano, prima in Umbria e quinta in Italia per il Rosso di Torgiano e il Bianco di Torgiano, grazie soprattutto al suo instancabile impegno. Nel 1990 segue la DOCG per il Torgiano rosso riserva.
Insieme alla moglie Maria Grazia Marchetti, storica dell'arte e archivista, crea il Museo del vino nel 1974 e, nel 1987, dà vita alla Fondazione Lungarotti, volta alla valorizzazione del grande patrimonio culturale legato all'agricoltura italiana attraverso attività di ricerca, espositive ed editoriali . Nel 2000, a un anno dalla sua scomparsa, avvenuta il 16 aprile 1999, viene inaugurato il Museo dell'Olivo e dell'Olio, realizzato dalla moglie Maria Grazia per dare forma al desiderio del marito scomparso. Segnando “una svolta storica nella promozione del vino italiano” fonda nel 1981, a Torgiano, il Banco di Assaggio dei Vini d'Italia (BAVI) in collaborazione con il Ministero dell'Agricoltura e la Regione Umbria che ne diventerà poi il principale gestore.
Nel 1991 è insignito dal Presidente della Repubblica Francesco Cossiga dell'onorificenza di Cavaliere del Lavoro.